# Česko na Halovém mistrovství Evropy v atletice 2007

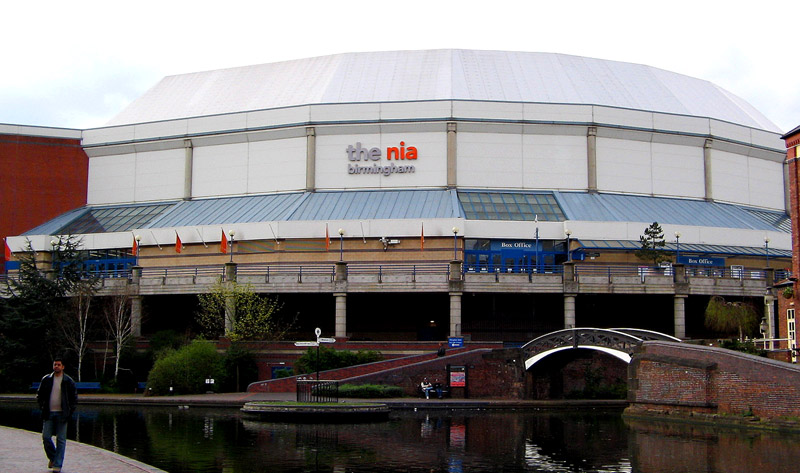
Hala The NIA v Birmighamu

Halového ME v atletice 2007 v Birminghamu se ve dnech 2. – 4. března zúčastnilo 11 českých atletů (7 mužů a 4 ženy). V bodovém hodnocení se Česko umístilo na 12. místě s 24 body.
O největší český medailový úspěch se postaral vícebojař Roman Šebrle, který potřetí v řadě vybojoval titul halového mistra Evropy v sedmiboji (6 196 bodů). Druhou medaili získala Denisa Ščerbová ve skoku dalekém, když vybojovala bronz. Ve finále předvedla v páté sérii skok dlouhý 664 cm. Tímto výkonem vyrovnala vlastní český rekord z 2. února 2005. Těsně pod stupni vítězů, na 4. místě skončil výškař Tomáš Janků a tyčkařka Pavla Rybová.

## Výsledky

### Muži
| Atlet         | Disciplína    | Kvalifikace | Kvalifikace | Rozběh  | Rozběh   | Semifinále | Semifinále | Finále      | Finále      |
| Atlet         | Disciplína    | Výkon       | Umístění    | Výkon   | Umístění | Výkon      | Umístění   | Výkon       | Umístění    |
| ------------- | ------------- | ----------- | ----------- | ------- | -------- | ---------- | ---------- | ----------- | ----------- |
| Jiří Vojtík   | 400 m         |             |             | 47,45 s | 12.      | 47,32 s    | 8.         | nepostoupil | nepostoupil |
| Petr Svoboda  | 60 m přek.    |             |             | 7,73 s  | 7.       | 7,80 s     | 11.        | nepostoupil | nepostoupil |
| Tomáš Janků   | Skok do výšky | 2,30 m      | 1.          |         |          |            |            | 2,25 m      | 4.          |
| Svatoslav Ton | Skok do výšky | 2,23 m      | 10. =       |         |          |            |            | nepostoupil | nepostoupil |
| Adam Ptáček   | Skok o tyči   | 5,55 m      | 9. =        |         |          |            |            | nepostoupil | nepostoupil |

Sedmiboj
| Josef Karas   | Sedmiboj    |          |       |          |
| Josef Karas   | Disciplína  | Výsledek | Body  | Umístění |
| ------------- | ----------- | -------- | ----- | -------- |
|               | Běh na 60 m | 7,07 s   | 858   |          |
| Skok daleký   | 7,23 m      | 869      |       |          |
| Vrh koulí     | 13,92 m     | 723      |       |          |
| Skok do výšky | 1,90 m      | 714      |       |          |
| 60 m přek.    | 8,60 s      | 836      |       |          |
| Skok o tyči   | 4,40 m      | 731      |       |          |
| Běh na 1000 m | 3:18,06     | 498      |       |          |
| Celkově       |             |          | 5 229 | 12.      |

| Roman Šebrle  | Sedmiboj    |          |       |               |
| Roman Šebrle  | Disciplína  | Výsledek | Body  | Umístění      |
| ------------- | ----------- | -------- | ----- | ------------- |
|               | Běh na 60 m | 7,06 s   | 861   |               |
| Skok daleký   | 7,79 m      | 1 007    |       |               |
| Vrh koulí     | 16,12 m     | 859      |       |               |
| Skok do výšky | 2,02 m      | 822      |       |               |
| 60 m přek.    | 8,22 s      | 927      |       |               |
| Skok o tyči   | 5,00 m      | 910      |       |               |
| Běh na 1000 m | 2:45,84     | 810      |       |               |
| Celkově       |             |          | 6 196 | Zlatá medaile |

### Ženy
| Atletka           | Disciplína    | Kvalifikace | Kvalifikace | Rozběh | Rozběh   | Semifinále | Semifinále | Finále       | Finále           |
| Atletka           | Disciplína    | Výkon       | Umístění    | Výkon  | Umístění | Výkon      | Umístění   | Výkon        | Umístění         |
| ----------------- | ------------- | ----------- | ----------- | ------ | -------- | ---------- | ---------- | ------------ | ---------------- |
| Romana Dubnova    | Skok do výšky | 1,89 m      | 10. =       |        |          |            |            | nepostoupila | nepostoupila     |
| Kateřina Baďurová | Skok o tyči   | 4,40 m      | 10. =       |        |          |            |            | nepostoupila | nepostoupila     |
| Pavla Rybová      | Skok o tyči   | 4,50 m      | 5. =        |        |          |            |            | 4,58 m       | 4.               |
| Denisa Ščerbová   | Skok daleký   | 6,53 m      | 7.          |        |          |            |            | 6,64 m (=NR) | Bronzová medaile |